# Bitwa koło Przylądka Świętego Wincentego (1797)
Bitwa koło Przylądka św. Wincentego – starcie zbrojne, które miało miejsce 14 lutego 1797 roku i było fragmentem wojny I koalicji antyfrancuskiej.
Starcie rozegrało się między flotą angielską pod dowództwem admirała Johna Jervisa z 15 okrętami liniowymi a flotą hiszpańską pod dowództwem admirała José de Córdoby dowodzącego 28 okrętami liniowymi. Była to trzecia bitwa morska, jaka odbyła się w rejonie Przylądka św. Wincentego.

## Przyczyny
W 1797 roku trwała wojna Wielkiej Brytanii z Francją w ramach działań I koalicji antyfrancuskiej. Dowódcy francuscy chcieli przechylić szalę zwycięstwa poprzez wysadzenie na wybrzeżu Anglii silnego desantu, jednak przy przewadze floty brytyjskiej było to bardzo ryzykowne. W tym samym roku do wojny po stronie Francji przystąpiły Hiszpania i Holandia. Francuzi by zapewnić sobie panowanie na morzu postanowili flotę hiszpańską przebazować do Brestu.

## Przed starciem
Brytyjska Flota Morza Śródziemnego, w chwili wypowiedzenia wojny, była liczebnie słabsza od połączonej floty francusko-hiszpańskiej - liczyła zaledwie 15 okrętów liniowych wobec 38 okrętów, które na tym akwenie mogły wystawić siły francusko-hiszpańskie. Spowodowało to wycofanie się sił brytyjskich z Korsyki oraz Elby.
Na początku 1797 roku flota hiszpańska złożona z 27 okrętów liniowych wypłynęła z Kartageny jako osłona konwoju statków handlowych zdążających do Kadyksu. Głównym jednak celem rejsu było dołączenie do floty francuskiej stacjonującej w Breście. 1 lutego flota adm. Córdoby zawinęła do Kartageny, gdzie oczekiwała na pomyślny wiatr.
Flota brytyjska złożona z 10 okrętów liniowych pod dowództwem admirała Jervisa, wypłynęła z ujścia rzeki Tag na początku lutego celem przechwycenia floty hiszpańskiej, jednak głównodowodzący nie miał pełnego rozeznania w wielkości sił hiszpańskich.
6 lutego w rejonie Przylądka św. Wincentego, do floty admirała Jervisa dołączyła eskadra 5 okrętów liniowych pod dowództwem kontradmirała Williama Parkera.
11 lutego fregata HMS "Minerva" dokonała rozpoznania sił hiszpańskich i dwa dni później informacje przekazano admirałowi Jervisowi.
14 lutego rano admirał Jervis otrzymał wiadomość, że flota hiszpańska opuściła port i płynie z wiatrem na północny zachód w odległości 35 mil od sił brytyjskich.

## Bitwa

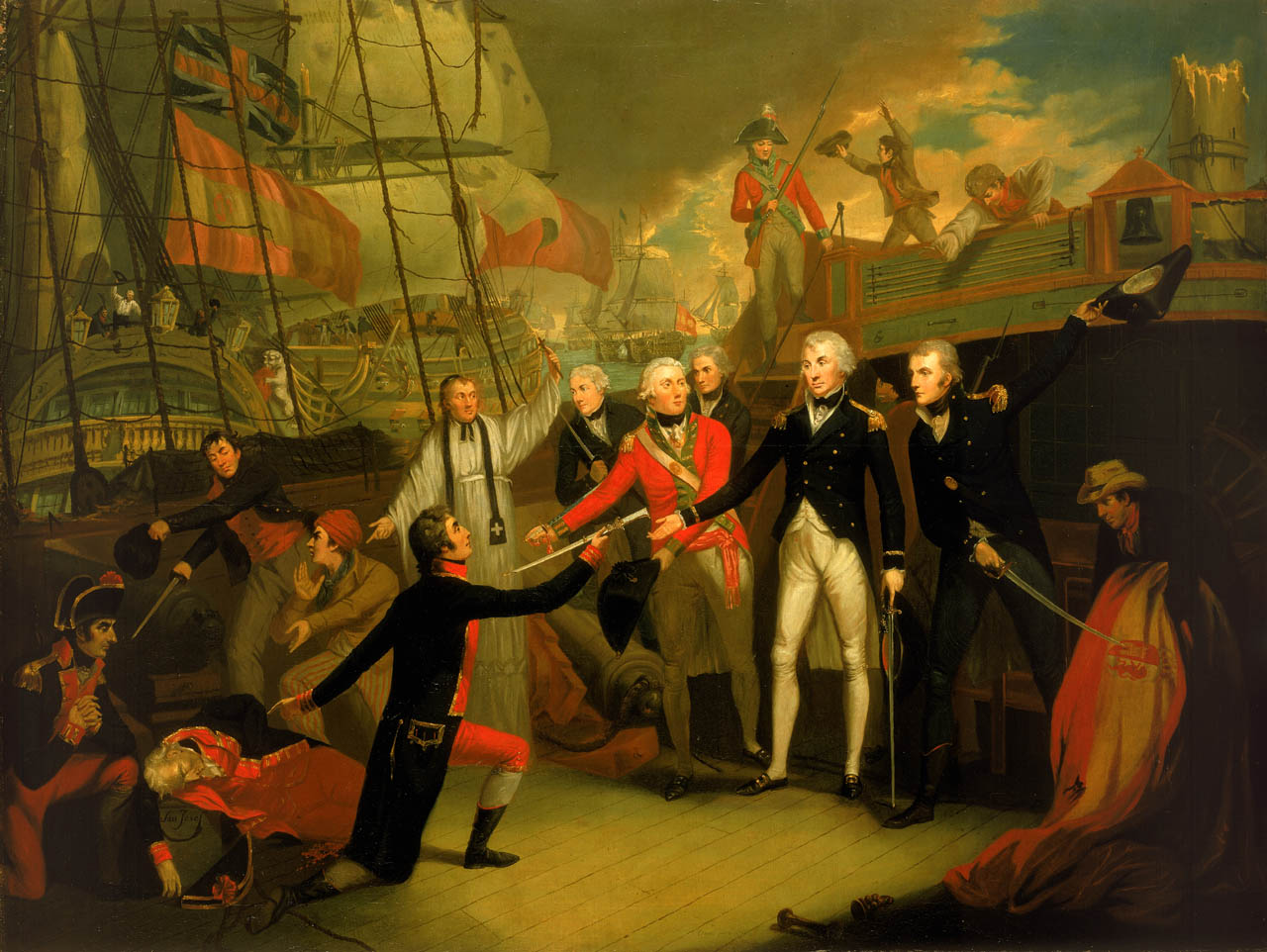
Nelson odbiera poddanie się okrętu "San José". Mal.: Daniel Orme

Gdy doszło do spotkania flot okazało się, że okręty hiszpańskie płyną w dwóch oddzielnych grupach w dość luźnym szyku.
W pierwszej grupie szło 7 okrętów pod dowództwem admirała Bonaventuro Moreno, a za tą grupą płynęły siły główne admirała Cordoby.
Jervis, nie zważając na przewagę zespołu hiszpańskiego, ruszył w sztywnym szyku liniowym tak, by  wykorzystać podział floty hiszpańskiej i wpłynąć w lukę pomiędzy obie grupy okrętów hiszpańskich i zniszczyć przynajmniej jedną z nich.
Gdy Anglicy wpłynęli pomiędzy obie grupy, dokonali zwrotu, chcąc okrążyć okręty hiszpańskiej straży tylnej. Na ten zwrot grupa admirała Moreno odpowiedziała nawrotem, by z kolei okrążyć tylną straż floty angielskiej; do tego manewru przyłączył się admirał Cordoba płynący z siłami głównymi po nawietrznej.
Jednak znajdujący się na trzecim od końca okręcie liniowym, HMS "Captain", komandor Horatio Nelson dostrzegł niebezpieczeństwo i łamiąc regulamin wyszedł z szyku na wiatr, a za nim poszły pozostałe 2 okręty jego straży tylnej.
W tej chwili HMS "Captain" dostał się pod ogień aż 6 okrętów hiszpańskich. w tym największego, ówcześnie 130 działowego, "Santísima Trinidad". Pod ogniem Nelson skierował swój okręt na najbliższy 80 działowy "San Nicolás", osłabiony ogniem okrętu liniowego HMS "Excellent" pod dowództwem komandora Collingwooda, po czym dokonał śmiałego abordażu, a następnie, z jego pokładu, dokonał dalszego abordażu większego 112-działowego "San José", zdobywając oba okręty.
Powstrzymanie przez Nelsona hiszpańskiej kolumny dało czas Jervisowi na dogonienie i skuteczny atak przeciwko straży tylnej floty hiszpańskiej. Tym samym manewr dokonany przez Nelsona dał pełne zwycięstwo flocie brytyjskiej, mimo niemal dwukrotnej przewagi Hiszpanów. Zwycięstwo angielskie zostało przypieczętowane zdobyciem 4 okrętów oraz zawróceniem pozostałych okrętów hiszpańskich do Kadyksu i odstąpienia od planów połączenia z flotą francuską.

## Znaczenie bitwy
Bitwa była pierwszym odstąpieniem od użycia taktyki liniowej, która narzucała sztywny plan bitwy bez możliwości manewru. Spowodowała też, że stojąca przez następne dwa lata i naprawiająca uszkodzenia w Kadyksie flota hiszpańska nie mogła dołączyć do floty francuskiej, a tym samym Francuzi musieli odstąpić od planów desantu na Wielką Brytanię.
Główny bohater bitwy, komandor Nelson, pomimo złamania szyku okrętów (co mogło prowadzić do skazania na wydalenie ze służby jak w przypadku admirała Thomasa Mathewsa), został w rezultacie bitwy odznaczony Orderem Łaźni. Późniejszy awans na stopień kontradmirała nastąpił ze względu na wcześniejsze zasługi Nelsona.

## Okręty biorące udział w bitwie (liczba dział, dowódca, liczba zabitych i rannych)

### Flota angielska
- HMS "Culloden", 74 (komandor Thomas Troubridge) – uszkodzony, 10 zabitych, 47 rannych
- HMS "Blenheim", 90 (komandor Thomas Lenox Frederick) – uszkodzony, 12 zabitych, 49 rannych
- HMS "Prince George" (kontradmirał William Parker, dowódca: komandor John Irwin) – 8 zabitych, 7 rannych
- HMS "Orion", 74 (komandor James Saumarez) – 9 rannych
- HMS "Colossus", 74 (komandor George Murray) – 5 rannych
- HMS "Irresistible", 74 (komandor George Martin) – 5 zabitych, 14 rannych
- HMS "Victory", 100 (Admirał Sir John Jervis, dowódca: komandor Robert Calder i George Grey) – 1 zabity, 5 rannych
- HMS "Egmont", 74 (komandor John Sutton)
- HMS "Goliath", (komandor Charles H. Knowles) – 8 rannych
- HMS "Barfleur", 98 (wiceadmirał William Waldegrave, dowódca: komandor James Richard Dacres) – 7 rannych
- HMS "Britannia", 100 (wiceadmirał Charles Thompson, dowódca: komandor Thomas Foley) – 1 ranny
- HMS "Namur", 90 (komandor James Hawkins Whitshed) – 2 zabitych, 5 rannych
- HMS "Captain", 74 (komandor Horatio Nelson, dowódca: komandor Ralph Willett Miller) – duże uszkodzenia, 24 zabitych, 56 rannych
- HMS "Diadem", 64 (komandor George Henry Towry) – 2 rannych
- HMS "Excellent", 74 (komandor Cuthbert Collingwood) – 11 zabitych, 12 rannych

Fregaty
- HMS "Minerve", 38 (komandor George Cockburn)
- HMS "Lively", 32 (komandor Lord Garlies)
- HMS "Niger", 32 (komandor Edward James Foote)
- HMS "Southampton", 32 (komandor James Macnamara)
- HMS "Bonne-Citoyenne", 20 (kapitan Charles Lindsay)
- HMS "Raven" (slup), 18 (kapitan William Prowse)
- HMS "Fox" (kuter), 10 (porucznik John Gibson)

### Flota hiszpańska
Pod dowództwem admirała José de Córdoby na jego okręcie flagowym Santísima Trinidad.
- "Santísima Trinidad", 130,  admirał José de Córdoba – duże uszkodzenia, ponad 200 zabitych
- "Purísima Concepción", 112, flagowy okręt admirała Moralesa de los Ríos
- "Conde de Regla", 112,
- "Mexicano", 112, flagowy okręt admirała De Cárdenasa
- "Principe de Asturias", 112, flagowy okręt admirała Moreno; dowódca: komandor A. De Escaño
- "Salvador del Mundo", 112, komandor D. A. Yepesa – okręt zdobyty, 42 zabitych, 124 rannych
- "San José", 112, flagowy okręt admirała F. J. Winthuysena – okręt zdobyty, 46 zabitych, 96 rannych
- "San Nicolás", 74, komandor T. Geraldino – okręt zdobyty, 144 zabitych, 59 rannych
- "Atlante", 74, komandor G. Vallejo
- "Conquistador", 74, komandor J. Butler
- "Firme", 74, komandor B. Ayala
- "Glorioso", 74,
- "Oriente", 74, komandor J. Suárez
- "Infante Pelayo", 74, komandor C. Valdés
- "San Antonio", 74, komandor S. Medina
- "San Domingo", 74, komandor M. De Torres
- "San Fermín", 74, komandor J. De Torres
- "San Francisco de Paula", 74, komandor J. De Guimbarda
- "San Genaro", 74, komandor A. de Villavicencio
- "San Ildefonso", 74, komandor R. Maestre
- "San Juan Nepomuceno", 74, komandor A. Boneo
- "San Pablo", 74, komandor B. de Cisneros
- "San Isidro", 74, komandor T. Argumosa – okręt zdobyty, 29 zabitych, 63 rannych
- "Soberano", 74, komandor J. V. Yáñez

Fregaty
- "Ceres", 34
- "Atocha", 34
- "Diana", 34
- "Matilda", 34
- "Mercedes", 34
- "Perla", 34
- "Santa Brigida", 34